# Quackula
Quackula è un personaggio introdotto nella serie animata statunitense, Le nuove avventure di Heckle & Jeckle e Quackula. La serie prevede un episodio di Quackula, ogni due episodi di Heckle & Jeckle (uno prima, e uno dopo Quackula).
Il fumettista Scott Shaw, venuto a conoscenza del personaggio di Quackula, ha intentato una causa contro Filmation, perché lo stesso era molto simile a quello di Duckula, creato da lui per il primo numero del fumetto Quack! (luglio 1976). La questione si è risolta in via stragiudiziale, e dopo 16 episodi, Quackula è stato cancellato.

## Trama
Quackula è un papero vampiro che ama stare da solo. Di giorno dorme in una bara bianca a forma di uovo, nel seminterrato di un antico maniero di proprietà dell'orso Teodoro. Ogni notte Quackula esce dalla bara, e cerca di terrorizzare e bere il sangue del coinquilino Teodoro, senza riuscirci mai. Teodoro tenta invano a sua volta, di sbarazzarsi in qualche modo di Quackula.